# Diccionario enciclopédico hispano-americano de literatura, ciencias y artes
El Diccionario enciclopédico hispano-americano de literatura, ciencias y artes, publicado entre 1887 y 1899 por la editorial Montaner y Simón de Barcelona, es una las principales obras enciclopédicas en español del siglo xix. Tiene un total de 25 tomos, en 26 volúmenes. Esta obra fue reemplazada en extensión y cobertura temática por la Enciclopedia universal ilustrada europeo-americana, de la editorial Espasa, cuyo primer tomo es de 1908, si bien su publicación por fascículos comenzó en 1905.

## Historia
Fundada en 1868 por Ramon de Montaner i Vila (1832–1921) y Francesc Simon i Font (1843–1923), Montaner y Simón constituye desde fines del siglo XIX hasta comienzos del XX una de las editoriales más importantes de España. Entre sus numerosas publicaciones, figuran revistas, como La Ilustración Artística (1882–1916) o El Salón de la Moda (1884–1913), y obras de gran formato, en ocasiones de lujo e ilustradas con la nueva técnica de la cromolitografía, como historias de España y universales, historias del arte o historias naturales. Aunque en un primer momento la editorial catalana tuvo su sede en la Plaza de Cataluña (esquina con la Rambla del mismo nombre), en 1879 se trasladó a la calle de Aragón, al edificio proyectado por el arquitecto catalán Lluís Domènech i Montaner (1850–1923). Fueron las prensas de este último edificio las que dieron a la luz el Diccionario enciclopédico hispano-americano (en adelante DEHA), cuyo cuerpo lo forman veintitrés gruesos tomos en veinticuatro volúmenes, publicados entre los años 1887 y 1898.
Al igual que tantas otras obras de la época, el DEHA se fue publicando por entregas. Generalmente el suscriptor recibía a la semana un cuaderno o fascículo de cuarenta páginas. Los primeros cuadernos (de los cerca de seiscientos) comenzaron a repartirse en el mes de febrero de 1887.
Fueron muchos los colaboradores que participaron en esta obra decimonónica. A la cabeza del primer tomo figura una «lista de los autores encargados de la redacción de este diccionario», que en esa primera entrega cuenta con un total de cuarenta y dos nombres. Entre estos colaboradores, hallamos a Augusto Arcimis (astronomía, meteorología y cronología), Gumersindo Azcárate (sociología y política), Francisco Giner de los Ríos (estética), José de Letamendi (principios de Medicina), Marcelino Menéndez Pelayo (obras maestras de la literatura española), Francisco Pi y Margall (filosofía del Derecho), José Echegaray (magnetismo y electricidad), Urbano González Serrano (filosofía) o Pedro de Madrazo (pintura, escultura y grabado). Es cierto que dicha nómina ostentaba como garante de calidad y excelencia la participación de importantes intelectuales del momento. Sin embargo, no hay que perder de vista que la colaboración de cada uno de aquellos próceres de la cultura no fue ni constante ni proporcional a la del resto de compañeros. Un ejemplo claro lo encontramos en Menéndez Pelayo, cuya participación podemos decir que casi se redujo al mero reclamo comercial; pese a que tan solo llegó a escribir los artículos «Amadís de Gaula» y «Alcalde de Zalamea» (véase Prieto, 2008), siguió figurando en la lista de colaboradores de todos los tomos.
Así como se había dado cumplida relación de los colaboradores del DEHA en todos y cada uno de los primeros veintiséis volúmenes (1887–1899), su dirección quedó, en cambio, silenciada. No está del todo claro quién o quiénes fueron los encargados de dirigir y coordinar los trabajos de dicha obra. Las noticias que nos han llegado al respecto nos las ofrecen distintas fuentes indirectas. Son varias las personas que atribuyen la dirección a Anicet de Pagès, quien también desempeñó otro papel relevante en la elaboración del DEHA, como es el de recopilar pequeños textos (autoridades) para avalar el uso de algunos de las voces inventariadas. Ossorio y Bernard, en su Ensayo de un catálogo de periodistas españoles del siglo XIX (1903–1904), además de aludir a distintos datos biográficos del figuerense, afirma que la dirección del DEHA fue encomendada a Pagés. Sin embargo, no parece que este fuera el único que guiara las riendas del diccionario de Montaner y Simón. En cierto momento Eduardo Benot llegó a confesar que también él se había hecho cargo de dicha dirección, aunque esta tan solo durara cuatro meses.
En el siglo XX se llevó a cabo una reimpresión del DEHA de la mano del editor Walter M. Jackson. Sin embargo, es esta una edición que presenta un importante menoscabo con relación a la primera; en ella se produjeron ciertos cambios que no afectaron al contenido del texto, pero que modificaron ostensiblemente la obra de Montaner y Simón. Algunas de las alteraciones más llamativas fueron la omisión de la lista completa de colaboradores que figuraba al inicio de cada uno de los volúmenes. Aunque no se indicó el año de publicación de dicha reimpresión, cabe datarla en torno a 1911 o 1912.
La primera etapa del DEHA se cerró a finales del siglo XIX con la publicación de un apéndice, que correspondía a los tomos XXIV y XXV (de los años 1898 y 1899 respectivamente). Ocho años más tarde, en 1907, se publicó el primero de los tres tomos del Apéndice Segundo, dirigido por Pelayo Vizuete; los dos siguientes lo harían en 1908 y 1910. A pesar de tratarse de un apéndice, estos tres tomos presentan notables diferencias que los apartan significativamente del cuerpo de la obra (véase Prieto, 2007, 2008 y 2016-17).
En cuanto a las voces de lengua registradas, cabe señalar que la obra de Montaner y Simón, al partir de la nomenclatura de una las muchas ediciones del Diccionario usual de la Real Academia Española, se hace heredera de una de las prácticas más antiguas de la disciplina lexicográfica, y sobre dicha base se añadieron materiales léxicos de diversa procedencia, extraídos tanto de fuentes secundarias (otros diccionarios principalmente) como de fuentes primarias (una cantidad considerable de textos de todos los tiempos). Sin embargo, la característica fundamental de esta colosal obra es la aportación de algunas autoridades en determinados artículos (sobre este punto, véase Prieto, 2009 y 2010). No se conformaron con ofrecer citas procedentes de otros diccionarios sino que emprendieron la penosa tarea de recolectar citas propias, tanto de autores de la Edad Media y del Siglo de Oro como de escritores de centurias posteriores.